# Nilothauma latocaudatum
Nilothauma latocaudatum är en tvåvingeart som beskrevs av Adam och Ole Anton Saether 1999. Nilothauma latocaudatum ingår i släktet Nilothauma och familjen fjädermyggor. Inga underarter finns listade i Catalogue of Life.